# Manel Rodríguez-Castelló
Manel Rodríguez-Castelló (Alcoy, Alicante, 1958) es un escritor español en lengua catalana.

## Obras
Comienza publicando poemas sueltos en revistas locales y en 1979 publica su primer poemario: Ciutat del tràngol, que había recibido el prestigioso Premio Vicent Andrés Estellés un año antes. En 1983 publica Esbós d'un cos, al que siguen De foc i danses (1987), L'acròbata dels ponts (1988), Erosions (1994), Ambaixada de Benialí (2000), Música del sentit (selección personal 1978-1999) (2002) y Humus (2003).
La suya es una poesía intimista, centrada en el conocimiento de las vivencias personales mediante un uso preciso del lenguaje. Colabora también en publicaciones valencianas como Levante-EMV y Ciutat d'Alcoi, que recoge en libros como Els dies contants (2002).
En 2005 fue distinguido con el Premio de Poesía Maria Mercè Marçal por el poemario "Lletra per a un àlbum".